# Melamphaes indicus
Melamphaes indicus är en fiskart som beskrevs av Ebeling 1962. Melamphaes indicus ingår i släktet Melamphaes och familjen Melamphaidae. Inga underarter finns listade i Catalogue of Life.